# Sabina Cvilak
Sabina Cvilak, slovenska sopranistka, * 8. julij 1977, Maribor.
Petje je študirala pri profesorjih Annemarie Zeller in Kurtu Widmerju. Osvojila je več nagrad na pevskih tekmovanjih in kmalu so sledila povabila koncertnih in opernih organizatorjev. Pela je v zagrebški Operi (Ilia v Idomeneju), Operi v Gradcu (Pamina in Papageno v Čarobni piščali, Barbarina v Figarovi svatbi), v Deutschlandsbergu (Michaela v operi Carmen) in v dunajski operni hiši Klangbogen (lady Mcduff v Blochovem Macbethu). Leta 2003 je debitirala v hamburški operi kot Liu v Puccinijevi operi Turandot. Leta 2004 je bila povabljena na operni festival v Savonlinni, v gledališču Klangbogen je pela Aminto v operi Re pastore in v tržaški operi Michaelo v Carmen. V sezoni 2004-2005 je bila štipendistka sklada Herberta von Karajana in postala članica dunajske Državne opere. 
Leta 2018 je postala prejemnica Glazerjeve listine za izjemne umetniške dosežke v zadnjem obdobju. Iz utemeljitve Glazerjevih listin: "Med resnično vrhunskimi opernimi kreacijami Sabine Cvilak v zadnjem obdobju velja izpostaviti njeno interpretacijo vloge Sestre Blanche v prvi slovenski uprizoritvi Poulencove opere Pogovori karmeličank. V zadnjih dveh letih pa je z enako prepričljivo pevsko ekspresijo in igralsko intenzivnostjo pevka upodobila tudi vlogo sužnje Liù v Puccinijevi operi Turandot, boginjo Freio iz Wagnerjeve operne drame Rensko zlato, nazadnje pa je zablestela v naslovni vlogi Mimi iz Puccinijeve operne mojstrovine La bohème, ki jo je slovenska operna kritika označila kot pevkin antološki dosežek in doslej njeno največjo operno kreacijo ..." (vir: Večer,  četrtek, 15.3.2018, Petra Vidali)